# Sonny Fortune/Diskografie

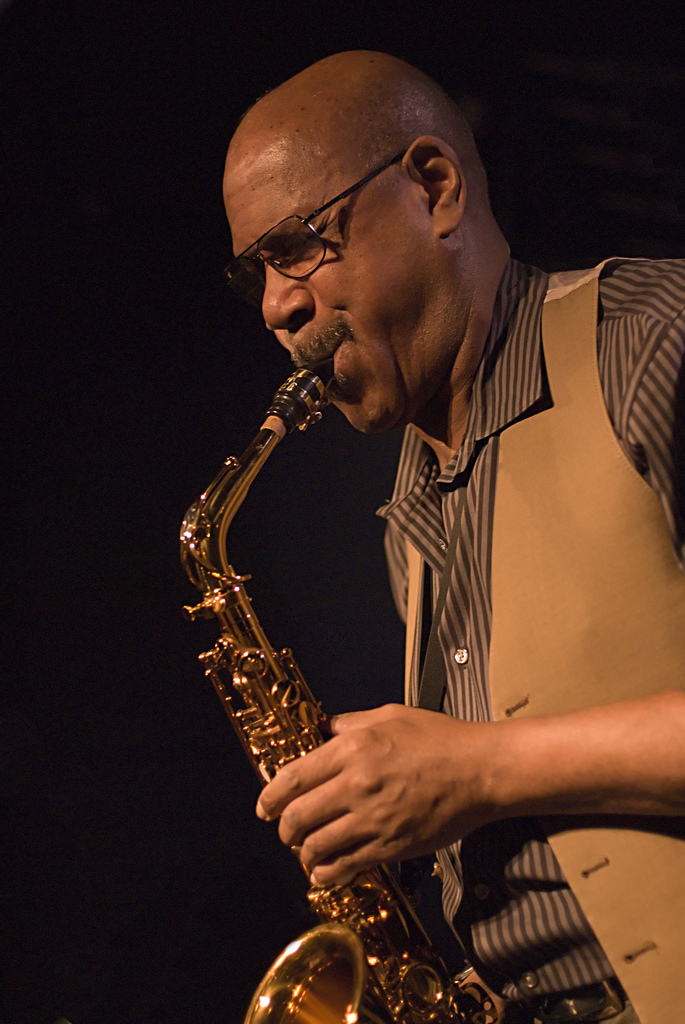
Sonny Fortune (2007)

Diese Diskografie ist eine Übersicht über die veröffentlichten Tonträger des Jazzmusikers Sonny Fortune. Sie umfasst seine Alben unter eigenem Namen (Abschnitt 1), seine Mitwirkung bei kollaborativen Bandprojekten (Abschnitt 2) und seine Mitwirkungen als (Gast)solist bei weiteren Produktionen (Abschnitt 3). Nach Angaben des Diskografen Tom Lord war der Musiker (Altsaxophon, Sopransaxophon, Flöte, in folgenden as, ss, fl) zwischen 1965 und 2009 an 104 Aufnahmesessions beteiligt.

## Alben unter eigenem Namen
Dieser Abschnitt listet die von Sonny Fortune zu Lebzeiten veröffentlichten LPs und CDs chronologisch nach Aufnahmejahr.
| Album                           | Musiklabel          | VÖ   | Aufnahme | Anmerkungen |
| ------------------------------- | ------------------- | ---- | -------- | --- |
| Long Before Our Mothers Cried   | Strata-East Records | 1974 | 1974     | Charles Sullivan, Sonny Fortune (as,ss,fl), Stanley Cowell, Wayne Dockery, Chip Lyle, Angel Allende, Mario Munoz, Richard „Pablo“ Landrum (perc)                  |
| Awakening                       | Horizon             | 1975 | 1975     | Sonny Fortune (as,fl,perc), John Hicks, Wayne Dockery, Chip Lyle, Charles Sullivan, Kenny Barron, Reggie Workman, Billy Hart, Angel Allende (perc)                |
| Waves of Dreams                 | A&M Horizon         | 1976 | 1976     | Charles Sullivan, Sonny Fortune (ss,as,fl,tamb,shaker,handclaps,synt, perc), Michael Cochrane, Buster Williams, Chip Lyle, Angel Allende (cga), Clifford Coulter  |
| Serengeti Minstrel              | Atlantic            | 1977 | 1977     | Woody Shaw, Sonny Fortune (fl,alto-fl), Kenny Barron, Gary King (el-b), Jack DeJohnette, Sammy Figueroa, Raphael Cruz (perc), Jack Wilkins, Horacee Arnold        |
| Infinity Is                     | Atlantic            | 1978 | 1978     | Tom Browne (tp), Sonny Fortune (ss,as,fl), Larry Willis, Allan Zavod, Raymond Gomez (git), Anthony Jackson, Mark Egan, Steve Jordan, Raphael Cruz, Sammy Figueroa |
| With Sound Reason               | Atlantic            | 1979 | 1979     | Sonny Fortune (ss,as,alto-fl), Larry Willis, Raymond Gomez, Willie Weeks, Mark Egan, Steve Jordan, Raphael Cruz, Sammy Figueroa, Manolo Badrena                   |
| Sound of Sounds                 | Live At EJ’s        | 1980 | 1998     | Sonny Fortune (as,ss,fl), Charles Eubanks, Benjamin Brown, Ronnie Burrage                                                                                         |
| Laying It Down                  | Konnex Records      | 1984 | 1991     | Sonny Fortune (as,fl), Kenny Barron, Cecil McBee, Billy Hart, Steve Berrios                                                                                       |
| Invitation                      | Why Not             | 1987 | 2010     | Sonny Fortune (as,fl), Renee Rosnes, Kenny Davis, Ronnie Burrage                                                                                                  |
| It Ain’t What It Was            | Konnex              | 1991 | 1992     | Sonny Fortune (as,fl), Mulgrew Miller, Santi Debriano, Billy Hart                                                                                                 |
| Monk’s Mood                     | Konnex              | 1993 | 1993     | Sonny Fortune (as), Kirk Lightsey, David Williams (b), Joe Chambers                                                                                               |
| Four in One                     | Blue Note Records   | 1994 | 1994     | Sonny Fortune (as), Kirk Lightsey, Buster Williams, Billy Hart bzw. Santi Debriano, Ronnie Burrage                                                                |
| A Better Understanding          | Blue Note Records   | 1995 | 1995     | Jerry Gonzalez, Robin Eubanks, Sonny Fortune (as,ss,fl,alto-fl), Kenny Barron, Wayne Dockery, Billy Hart, Ronnie Burrage, Steve Berrios                           |
| From Now On                     | Blue Note Records   | 1996 | 1996     | Eddie Henderson, Sonny Fortune (as), Joe Lovano, John Hicks, Santi Debriano, Jeff Tain Watts, Steve Berrios                                                       |
| In The Spirit of John Coltrane  | Chanachie           | 1999 | 2000     | Sonny Fortune (ss,as,ts), John Hicks, Santi Debriano, Reggie Workman, Ronnie Burrage, Rashied Ali, Steve Berrios, Julito Collazo                                  |
| Continuum                       | Sound Reason        | 2003 | 2003     | Sonny Fortune (as,ss,ts), George Cables, Wayne Dockery, Steve Johns (d), Steve Berrios                                                                            |
| You and the Night and the Music | 18th & Vine         | 2006 | 2007     | Sonny Fortune (as,fl), George Cables, Chip Jackson, Steve Johns                                                                                                   |
| Last Night at Sweet Rhythm      | Sound Reason        | 2009 | 2010?    | Sonny Fortune (as,ss,fl), Michael Cochrane, David Williams, Steve Johns                                                                                           |

## Kollaborative Bandprojekte
| Album               | Musiker                                                                 | Musiklabel       | rec  | Anmerkungen                                                                                                |
| ------------------- | ----------------------------------------------------------------------- | ---------------- | ---- | --- |
| Trip on the Strip   | Stan Hunter & Sonny Fortune                                             | Prestige Records | 1965 | Sonny Fortune (as,ts), Stan Hunter, Sherman Suber, John Royal                                              |
| The Atlantic Family | The Atlantic Family                                                     | Atlantic Records | 1977 | Livemitschnitt vom Montreux Jazz Festival; Fortune ist zu hören in „Jadoo“ und „Pick Up the Pieces“.       |
| Great Friends       | Sonny Fortune, Billy Harper, Stanley Cowell, Reggie Workman, Billy Hart | Black & Blue     | 1986 | Sonny Fortune (as)                                                                                         |
| Alto Memories       | Gary Bartz/Sonny Fortune                                                | Verve            | 1993 | Gary Bartz, Sonny Fortune (as), Kenny Barron, Buster Williams, Jack DeJohnette, produziert von Rob Crocker |
| Live at the A-Trane | Ernst Bier / Matthias Bätzel / Karl Schloz mit Sonny Fortune            | Konnex Records   | 2005 | 2006 |

## Alben als Solist bei weiteren Produktionen
| Album                                                               | Künstler                                           | rec     | Musiklabel              | Anmerkungen |
| ------------------------------------------------------------------- | -------------------------------------------------- | ------- | ----------------------- | --- |
| Soul Bag                                                            | Mongo Santamaría                                   | 1967/68 | Columbia                | mit Luis Gasca, Sonny Fortune (as,bar), Hubert Laws, Mauricio Smith, Rodgers Grant, Victor Venegas, Bernard Purdie, Steve Berrios, Osvaldo „Chihuahua“ Martinez, Ray Maldonado |
| Izipho Zam (My Gifts)                                               | Pharoah Sanders                                    | 1969    | Strata-East Records     | mit Howard Johnson, Sonny Fortune (as,fl), Lonnie Liston Smith, Sonny Sharrock, Cecil McBee, Norris Jones, Billy Hart, Majeed Shabazz, Chief Bey, Nat Bettis, Tony Wylie, Leon Thomas |
| Tell It Like It Is                                                  | George Benson                                      | 1969    | A&N Records             | mit Lew Soloff, Arthur „Babe“ Clarke, Joe Farrell, Sonny Fortune, Joe Henderson, Hubert Laws, Bobby Porcelli, Jerome Richardson, Jerry Dodgion, Rodgers Grant oder Richard Tee, Bob Bushnell, Jim Fielder oder Jerry Jemmott, Paul Alicea, Angel Allende, Johnny Pacheco, Marty Sheller (arr) |
| Working On a Groovy Thing                                           | Mongo Santamaría                                   | 1969    | Columbia                | mit Ray Maldonado, Luis Gasca, Sonny Fortune (as), Charles Owens, Joe Farrell, Art Kaplan, Rodgers Grant, William Allen, Bernard Purdie, Steve Berrios, Julito Collazo, Osvaldo „Chihuahua“ Martinez, Marty Sheller (arr)                                                                     |
| Stone Soul                                                          | Mongo Santamaria                                   | 1969    | Columbia                | mit Luis Gasca, Sonny Fortune (as), Hadley Caliman, Hubert Laws, Art Kaplan, Rodgers Grant, William Allen, Bernard Purdie, Steve Berrios, Julito Collazo, Osvaldo Martinez |
| David Young                                                         | David Young                                        | 1970    | Mainstream Records      | mit Virgil Jones, David Young (ts), Sonny Fortune (bar,fl), Harold Mabern, Richard Davis, Idris Muhammad |
| He’s Coming                                                         | Roy Ayers                                          | 1971    | Polydor                 | mit Sonny Fortune (ss,fl), Harry Whitaker, Sam Brown, Bob Fusco, Johnny Williams, Ron Carter, Jumma Santos, David Lee, Billy Cobham + strings & Vocal group |
| Akilah!                                                             | Melvin Sparks                                      | 1971    | Prestige                | mit Ernie Royal, Virgil Jones, Hubert Laws, George Coleman, Sonny Fortune (as in „On the Up“, „Akilah“ und „Blues for J.B.“), Dave Hubbard, Leon Spencer, Jr., Idris Muhammad, Buddy Caldwell                                                                                                 |
| Sahara                                                              | McCoy Tyner                                        | 1972    | Milestone Records       | mit Sonny Fortune (ss,as,fl), Calvin Hill, Alphonse Mouzon |
| Bad Walkin’ Woman                                                   | Leon Spencer Jr.                                   | 1972    | Prestige                | mit Virgil Jones, Hubert Laws, Sonny Fortune (as), Dave Hubbard, Melvin Sparks, Idris Muhammad, Buddy Caldwell |
| Song for My Lady                                                    | McCoy Tyner                                        | 1972    | Milestone               | mit Charles Tolliver, Michael White, Mtume, Sonny Fortune (as,ss), Calvin Hill, Alphonse Mouzon |
| The Essence of Mystery                                              | Alphonse Mouzon                                    | 1972    | Blue Note Records       | mit Buddy Terry, Sonny Fortune (as), Larry Willis, Wilbur Bascomb, Buster Williams |
| Red, Black and Green                                                | Roy Ayers                                          | 1973    | Polydor                 | mit Charles Tolliver, Garnett Brown, Sonny Fortune (ss), Harry Whitaker, Bob Fusco, Billy Nichols, David Barron, Emir Kassan, Clint Houston, Dennis Davis, Billy King, Daniel Ben Zebulon |
| Song of the New World                                               | McCoy Tyner                                        | 1972    | Milestone               | u. a. mit Hubert Laws, Sonny Fortune (fl), Harry Smiles, Juni Booth, Alphonse Mouzon + strings, William Fischer (cond) |
| African Space Program                                               | Dollar Brand                                       | 1973    | enja                    | mit Cecil Bridgewater, Enrico Rava, Charles Sullivan, Kiane Zawadi, Sonny Fortune, Carlos Ward (as,fl), Roland Alexander, John Stubblefield, Hamiet Bluiett, Cecil McBee, Roy Brooks |
| Ethnic Expressions                                                  | Roy Brooks                                         | 1973    | Im-Hotep                | mit Olu Dara, Cecil Bridgewater, Sonny Fortune (as,fl), John Stubblefield, Hamiet Bluiett, Joe Bonner, Hilton Ruiz, Reggie Workman, Richard Landrum, Lawrence Williams, Eddie Jefferson, Black Rose                                                                                           |
| Tales of the Exonerated Flea                                        | Horacee Arnold                                     | 1974    | Columbia                | mit Art Webb, Sonny Fortune (ss,fl), David Friedman, Jan Hammer, Ralph Towner, John Abercrombie, Rick Laird, George Mraz, Clint Houston, Dom Um Romao, Dave Johnson |
| Very Live at Buddy’s Place                                          | The Buddy Rich Septet                              | 1974    | Groove Merchant         | mit Sonny Fortune (as,fl), Sal Nistico, Kenny Barron, Michael Abene, Jack Wilkins, Anthony Jackson, Jimmy Maelen |
| Live at Town Hall                                                   | Roy Brooks & The Artistic Truth                    | 1974    | Baystate                | mit Marcus Belgrave, Sonny Fortune (as), Sonny Red, Mickey Tucker, Reggie Workman, Eddie Jefferson |
| Genesis                                                             | Charles Sullivan Ensemble                          | 1974    | Strata-East             | u. a. mit Sonny Fortune (as), Stanley Cowell, Onaje Allan Gumbs, Alex Blake, Billy Hart, Lawrence Killian, Dee Dee Bridgewater, Sharon Freeman, Anthony Jackson, Alphonse Mouzon |
| Get Up with It                                                      | Miles Davis                                        | 1974    | Columbia                | Sonny Fortune (ss,fl) ist zu hören in „Mtume“ und „Maiyasha“ mit Dominique Gaumont, Pete Cosey, Reggie Lucas, Mike Henderson, Al Foster, Mtume |
| Live in Tokyo 1975                                                  | Miles Davis                                        | 1975    | Hi Hat                  | mit Sonny Fortune (as,ss,fl), Pete Cosey, Reggie Lucas, Mike Henderson, b) Al Foster, Mtume |
| Agharta/Pangaea                                                     | Miles Davis                                        | 1975    | Columbia                | mit Sonny Fortune (as,ss,fl), Pete Cosey, Reggie Lucas, Mike Henderson, Al Foster, Mtume |
| Sum of the Parts                                                    | Larry Ridley                                       | 1975    | Strata-East             | mit Sonny Fortune (as, ss, fl), Onaje Allan Gumbs, Cornell Dupree, Grady Tate, Crusher Bennett |
| The Camel                                                           | Michael Carvin                                     | 1975    | SteepleChase Records    | mit Cecil Bridgewater, Sonny Fortune (as,ss,fl), Ron Burton, Calvin Hill |
| Pinnacle                                                            | Buster Williams                                    | 1975    | Muse Records            | mit Woody Shaw, Sonny Fortune, Earl Turbinton, Onaje Allan Gumbs, Billy Hart, Guilherme Franco, Suzanne Klewan, Marcus (vcl) |
| Hotmosphere                                                         | Dom Um Romao                                       | 1976    | Pablo Records           | u. a. mit Claudio Roditi, Alan Rubin, Jack Jeffries, Tom Malone, Mauricio Smith, Lew Del Gatto, Sonny Fortune (ts), Ronnie Cuber, Dom Salvador, Ricardo Peixoto, Sivuca, Ron Carter, Juan Angel Russo, Steven Kroon, Akua Dixon, Ulysses Kirksey                                              |
| Three or Four Shades of Blues                                       | Charles Mingus                                     | 1977    | Atlantic                | Sonny Fortune (as) ist zu hören in „Nobody Knows“. |
| Innocence                                                           | Kenny Barron                                       | 1978    | Wolf                    | Sonny Fortune (ss) ist zu hören in „Sunshower“, „Innocence“ und „Baccanal“, mit Jimmy Owens, Buster Williams, Ben Riley, Raphael Cruz |
| New York Concerto                                                   | Joe Chambers and Friends Featuring Yoshiaki Masuo  | 1981    | Baystate                | mit Sonny Fortune (fl,as), Kenny Barron, Yoshiaki Masuo, Eddie Gomez, Ray Mantilla |
| On the Move                                                         | Nat Adderley                                       | 1982    | Theresa                 | mit Sonny Fortune (as), Larry Willis, Walter Booker, Jimmy Cobb |
| Blue Autumn                                                         | Nat Adderley Quintet                               | 1982    | Theresa                 | dto. |
| Solo Brothers                                                       | Jon Hendricks                                      | 1983    | Inner City              | u. a. mit Jon Faddis, Jimmy Maxwell, Sonny Fortune (as,ss), Kenny Burrell |
| Closer to the Source                                                | Dizzy Gillespie and His Orchestra                  | 1984    | Electric Boird          | Fortune ist zu hören in „Iced Tea“. |
| Live at Pit Inn                                                     | Elvin Jones Jazz Machine                           | 1985    | Polydor                 | mit Pat LaBarbera, Sonny Fortune, Fumio Karashima, Richard Davis |
| Obeah                                                               | Santi Debriano                                     | 1987    | Freelance               | mit Jerry Gonzalez, Sonny Fortune (as,fl), Kenny Barron, Paul Meyers (git), Billy Hart |
| Riding High (The „Just Say No“ Jazz Symphony Against Drug Abuse)    | Freddie Hubbard                                    | 1988    | DRG                     | mit Lew Soloff, Sonny Fortune (as,ss,fl), Joe Beck, Jon Hendricks u. a. |
| Bukra                                                               | Rabih Abou-Khalil                                  | 1988    | MMP                     | mit Sonny Fortune (as), Glen Moore, Glen Velez, Ramesh Shotham |
| Crowd Scene                                                         | Mal Waldron Quintet                                | 1989    | Soul Note               | mit Sonny Fortune (as), Ricky Ford, Reggie Workman, Eddie Moore |
| Where Are You?                                                      | Mal Waldron Quintet                                | 1989    | Soul Note               | dto. |
| A Time for Love                                                     | Gloria Lynne                                       | 1989    | Muse Records            | Sonny Fortune ist zu hören in „You Keep On Turnin’ Me On“. |
| Revelation                                                          | Michael Carvin                                     | 1989    | Muse                    | mit Claudio Roditi, Cecil Bridgewater, Sonny Fortune (as,fl), Cyrus Chestnut, John Hicks, David Williams |
| Work Song – Live at Sweet Basil                                     | Nat Adderley Sextet                                | 1990    | Alfa Jazz               | mit Sonny Fortune, Vincent Herring (as), Rob Bargad, Walter Booker, Jimmy Cobb |
| Autumn Leaves                                                       | Nat Adderley Sextet                                | 1990    | Alfa Jazz               | dto. |
| Al-Jadida                                                           | Rabih Abou-Khalil                                  | 1990    | enja                    | mit Sonny Fortune (as), Glen Moore, Ramesh Shotham, Nabil Khaiat (perc) |
| Jazz Battle                                                         | George Kawaguchi & All Stars                       | 1990    | King                    | kollektives Personal |
| When I Was at Aso-Mountain – Elvin Jones Introduces Takehisa Tanaka | Elvin Jones                                        | 1990    | enja                    | mit Sonny Fortune (fl,ts), Takehisa Tanaka (p), Cecil McBee |
| In Europe                                                           | The Elvin Jones Jazz Machine                       | 1991    | enja                    | mit Sonny Fortune (ts,fl), Ravi Coltrane, Willie Pickens, Chip Jackson |
| Inside Out                                                          | David Janeway Featuring Sonny Fortune & Billy Hart | 1991    | New Direction           | mit Valery Ponomarev, Sonny Fortune (as,fl), Chip Jackson, Billy Hart |
| A Unique Musical Mix Featuring Rhymes and Fables                    | Charles Schwartz                                   | 1993    | Centaur                 | u. a. mit Freddie Hubbard, Sonny Fortune (sax,fl), Rohan De Silva, Vic Juris, Jon Hendricks, Cab Calloway, The Vanguard Chamber Ensemble, The Vanguard String Quartet Michael Barrett (cond)                                                                                                  |
| Akanpesanranta                                                      | Jeff Silvertrust Quintet Featuring Sonny Fortune   | 1993    | Bulldozers from Jupiter | mit Sonny Fortune (as), Jeff Gibson (as-1), Jon Davis, Ron McClure, Alan Chip White |
| It Don’t Mean A Thing...                                            | Elvin Jones                                        | 1993    | enja                    | mit Nicholas Payton, Delfeayo Marsalis, Sonny Fortune (fl,ts), Willie Pickens, Cecil McBee, Kevin Mahogany |
| Plasma Transfusion                                                  | Jeff Silvertrust Quintet                           | 1995    | Bulldozers from Jupiter | mit Sonny Fortune (as), Jon Davis, Ron McClure, Steve Johns |
| Rainy Night                                                         | Neil McNamara                                      | 1997    | Bobobo                  | mit Sonny Fortune (as,fl), Rufus Reid, Mark Johnson (dr) |
| Jazzaphrenia                                                        | Lenny Marcus                                       | 2000    | LJM                     | mit Sonny Fortune (as), Frank Foster, Robbie Link, John Brown (b), Peter Ingram |
| Vietnam: The Aftermath                                              | Billy Bang                                         | 2001    | Justin Time Records     | Sonny Fortune (fl) ist zu hören in „Fire in the Hole“ und „Saigon Punk“, u. a. mit Ted Daniel, John Hicks, Curtis Lundy, Michael Carvin |
| Vertical Clearance                                                  | Calvin Keys                                        | 2005    | Wide Hive               | |